# Aneta Germanova
Aneta Germanova est une ancienne joueuse bulgare de volley-ball née le 3 janvier 1975 à Plovdiv. Elle mesure 1,86 m et jouait au poste de réceptionneuse-attaquante. 

## Clubs
| Club                       | De        | À         |
| -------------------------- | --------- | --------- |
| Romanelli Firenze          | 1999-2000 | 2002-2003 |
| Robursport Pesaro          | 2003-2004 | 2003-2004 |
| Türk Telekom Ankara        | 2004-2005 | 2004-2005 |
| Voley Sanse Madrid         | 2005-2006 | 2005-2006 |
| Universitat de València    | 2006-2006 | 2006-2006 |
| Olympiakos                 | 2006-2007 | 2006-2007 |
| Volley 2002 Forlì          | oct 2007  | déc 2007  |
| Voley Sanse Madrid         | 2007-2008 | 2007-2008 |
| Robur Tiboni Volley Urbino | 2008-2009 | 2008-2009 |
| İller Bankası Ankara       | 2009-2010 | 2010-2011 |
| Yeşilyurt İstanbul         | 2011-2012 | 2011-2012 |
| AEK Larnaca                | 2012-2013 | 2012-2013 |
| Apollon Limassol           | 2013-2014 | 2013-2014 |
| CS Dinamo Bucureşti        | 2014-2015 | 2014-2015 |

## Palmarès
- Championnat de Chypre
  - Vainqueur : 2014.
- Coupe de Chypre
  - Vainqueur : 2014.